# Smiling Fish 2017
Der Smiling Fish 2017 im Badminton fand vom 1. bis zum 6. Mai 2017 in Trang statt.

## Sieger und Platzierte
| Disziplin    | Gold                         | Silber                             | Bronze                                      |
| ------------ | ---------------------------- | ---------------------------------- | ------------------------------------------- |
| Herreneinzel | Pannawit Thongnuam           | Riichi Takeshita                   | Fikri Ihsandi Hadmadi                       |
| Herreneinzel | Pannawit Thongnuam           | Riichi Takeshita                   | Soo Teck Zhi                                |
| Dameneinzel  | Hui Xirui                    | Natsuki Nidaira                    | Pattarasuda Chaiwan                         |
| Dameneinzel  | Hui Xirui                    | Natsuki Nidaira                    | Asuka Takahashi                             |
| Herrendoppel | Kang Jun Zhang Sijie         | Nur Mohd Azriyn Ayub Jagdish Singh | Terry Hee Loh Kean Hean                     |
| Herrendoppel | Kang Jun Zhang Sijie         | Nur Mohd Azriyn Ayub Jagdish Singh | Lee Jian Yi Lim Zhen Ting                   |
| Damendoppel  | Nami Matsuyama Chiharu Shida | Chisato Hoshi Naru Shinoya         | Misato Aratama Akane Watanabe               |
| Damendoppel  | Nami Matsuyama Chiharu Shida | Chisato Hoshi Naru Shinoya         | Ririn Amelia Anna Cheong Ching Yik          |
| Mixed        | Wang Sijie Du Peng           | Lukhi Apri Nugroho Ririn Amelia    | Parinyawat Thongnuam Phataimas Muenwong     |
| Mixed        | Wang Sijie Du Peng           | Lukhi Apri Nugroho Ririn Amelia    | Danny Bawa Chrisnanta Crystal Wong Jia Ying |